# José Eduardo Derbez
José Eduardo Derbez (Cidade do México, 14 de abril de 1992) é um ator mexicano.

## Carreira
Começou sua carreira cedo em 1999, por influência dos pais, também atores, Victoria Ruffo e Eugenio Derbez.

## Filmografia

### Telenovelas
- Cita a ciegas (2019) - Rodrigo
- Vino el amor (2016-2017) - León Muñoz Estrada
- Amores con trampa (2015) - Felipe Velasco
- Qué pobres tan ricos (2013-2014) - Diego Armando Escandiondas
- Miss XV (2012) - Patricio "Pato" Fuentes Pedraza

### Televisão
- Derbez en cuando (1999) - Aarón Abasolo

- XHDRBZ (2004) - Eduardo

- Hoy (2017-presente) - Condutor

- El privilegio de mandar (2018) - Nuño

### Cinema
- Más allá de la luz II (2018)

### Rádio
- En la mañana con la Ruffo (2012)
- La casa de los Niños (2004)